# Druzno
Druzno (også Drużno ), tysk: Drausensee,  er en sø i det polske voivodskabetWarmińsko-mazurskie. 
Søen er stedet for et naturreservat, og blev i 2002 beskyttet under Ramsarkonventionen.

## Geografi
Druzno ligger omkring 30 kilometer syd for Gdańsk-bugten tæt på Østersøkysten, 20 kilometer syd for Vistula-lagunen, fem kilometer syd for byen Elbląg (Elbing) og 15 kilometer vest for byen Pasłęk (preussisk Holland).

## Historie og tilstand
Navnet på søen, som tidligere også hed Drausensee, går tilbage til den baltiske stamme Gammelpreussene, som kaldte den Drussino eller Drußno.
Druzno er 9,7 kilometer lang og 2 kilometer bred. Det er en rest af et stort søbassin, der i oldtiden strakte sig til det preussiske Holland. Den er forholdsvis lavvandet med en gennemsnitsdybde på tre meter. Den  var betydeligt større i tidligere århundreder, men med tiden blev der foretaget landvinding fra søen. Mod slutningen af det 19. århundrede århundrede og begyndelsen af det 20, da søen lå på grænsen til Vest- og Østpreussen, blev dens udstrækning angivet til ti kilometer lang og fire kilometer bred.
Rederier og kanostier fører gennem søen, hvoraf nogle er markeret med nautiske skilte på grund af det kraftige vækst af vandplanter. Dette omfatter også linjen fra Elbląg (Elbing) gennem Oberland-kanalen til Małdyty (Maldeuten). Dens vigtigste biflod er Dzierzgoń (Sorge), der har udløb i  Elbląg (Elbing).

Handelsbyen Truso lå på bredden af Drausensee, da den stadig var en del af Vistula-lagunen.
- Druzno, bevokset med vandplanter nær kysten (2008)
- Asklinje over Druzno
- Druzno (2016)